# 12477 Haiku
12477 Haiku (1997 EY20) là một tiểu hành tinh vành đai chính được phát hiện ngày 4 tháng 3 năm 1997 bởi Spacewatch ở Kitt Peak.